# Elettrolisi di Kolbe
L'elettrolisi di Kolbe, detta anche reazione di Kolbe o sintesi elettrolitica di Kolbe, è una reazione organica descritta da Adolph Wilhelm Hermann Kolbe che si svolge sugli elettrodi di una cella elettrolitica. Questa reazione consiste nell'elettrolisi di un sale di un acido carbossilico (RCOOH) in soluzione acquosa o anche metanolica. Il risultato finale, utile sinteticamente, è l'ottenimento dell'idrocarburo R−R.
Il suo meccanismo procede per stadi: l'elettrodo positivo cattura un elettrone dall'anione carbossilato; questa è un'ossidazione che lo trasforma in un radicale libero in cui l'elettrone spaiato è su un atomo di ossigeno; questo radicale espelle anidride carbonica (una reazione di decarbossilazione) formando così il radicale alchilico R•; due di questi radicali si accoppiano (dimerizzazione) a dare l'idrocarburo R−R (nello schema R è un alchile, CnH2n+1):
CnH2n+1COO− − e   →   CnH2n+1COO•
CnH2n+1COO•   →   CnH2n+1• + CO2↑
2 CnH2n+1•   →   CnH2n+1−CnH2n+1
Un classico esempio è rappresentato dall'elettrolisi dell'acido acetico, con produzione di etano e anidride carbonica all'anodo.
CH3COO−   →   CH3COO•
CH3COO•   →   CH3• + CO2↑
2 CH3•   →   C2H6
Al catodo si ha invece riduzione dell'acqua con svolgimento di idrogeno gassoso.